# Monteagudo de las Salinas
Monteagudo de las Salinas település Spanyolországban, Cuenca tartományban. Monteagudo de las Salinas Almodóvar del Pinar, Solera de Gabaldón, Chumillas, Olmeda del Rey, Cuenca, Fuentes, Reíllo, Arguisuelas, Yémeda és Paracuellos községekkel határos. Lakosainak száma 124 fő (2024).

## Népesség
A település népessége az utóbbi években az alábbiak szerint változott:
| Lakosok száma | 125  | 147  | 155  | 136  | 175  | 128  | 133  | 129  | 119  | 124  |
|               | 2001 | 2004 | 2006 | 2009 | 2011 | 2014 | 2016 | 2019 | 2021 | 2024 |